# Jean-Georges Branche
Jean-Georges Branche (* 5. Januar 1906 in Paris; † 16. September 1973 in Théoule-sur-Mer) war ein französischer Autorennfahrer.

## Karriere als Rennfahrer
Jean-Georges Branche war in den 1950er- und 1960er-Jahren im Rallye- und Rundstreckensport aktiv. Er war regelmäßiger Starter bei der Tour de France für Automobile, wo er 1953 debütierte. Seine beste Platzierung im Schlussklassement war der 12. Rang 1959. 1963 bestritt er gemeinsam mit Claude Dubois auf einem Fiat-Abarth 850 TC das 24-Stunden-Rennen von Le Mans. Im Rennen wurde das Team disqualifiziert.

## Statistik

### Le-Mans-Ergebnisse
| Jahr | Team                 | Fahrzeug          | Teamkollege   | Platzierung     | Ausfallgrund |
| ---- | -------------------- | ----------------- | ------------- | --------------- | ------------ |
| 1963 | Jean-Georges Branche | Fiat-Abarth 850TC | Claude Dubois | disqualifiziert |              |

### Einzelergebnisse in der Sportwagen-Weltmeisterschaft
| Saison | Team                 | Rennwagen       | 1   | 2   | 3   | 4   | 5   | 6   | 7   | 8   | 9   | 10  | 11  | 12  | 13  | 14  | 15  | 16  | 17  | 18  | 19  | 20  | 21  | 22  |
| ------ | -------------------- | --------------- | --- | --- | --- | --- | --- | --- | --- | --- | --- | --- | --- | --- | --- | --- | --- | --- | --- | --- | --- | --- | --- | --- |
| 1963   | Jean-Georges Branche | Fiat-Abarth 850 | DAY | SEB | SEB | TAR | SPA | MAI | NÜR | CON | ROS | LEM | MON | WIS | TAV | FRE | CCE | RTT | OVI | NÜR | MON | MON | TDF | BRI |
| 1963   | Jean-Georges Branche | Fiat-Abarth 850 |     |     |     |     |     |     |     |     |     | DNF |     |     |     |     |     |     |     |     |     |     | 30  |     |
| 1964   |                      | Fiat-Abarth 850 | DAY | SEB | TAR | MON | SPA | CON | NÜR | ROS | LEM | REI | FRE | CCE | RTT | SIM | NÜR | MON | TDF | BRI | BRI | PAR |     |     |
| 1964   |                      | Fiat-Abarth 850 |     |     |     |     |     |     |     |     |     |     |     |     |     | DNF |     |     |     |     |     |     |     |     |